# Poecilmitis penningtoni
Pennington's Opal (Poecilmitis penningtoni) là một loài bướm ngày in the Lycaenidae family. It is endemic to South Africa, ở đó nó is found on the high slopes of the Amatolas in the East Cape.
The wingspan is 18–22 mm for males and 20–24 mm for females. Adults are on wing from October to March, with a peak in December.